# الطريق الأوروبي E961
الطريق الأوروبي إي 961 هو طريق أوروبي من الدرجة الثانية في Greece، يوصل المدن Tripoli – Gytheio.

## الطريق
- - E65 Tripoli
  - Sparti
  - Gytheio

## روابط خارجية
- Map of E-road
- International E-road network